# Francesco Izzarelli
Francesco Izzarelli (* 21. April 1903 in Caramanico Terme; † 24. Mai 1993 in Mentana) war ein italienischer Kameramann.

## Leben
Izzarelli begann seine Filmtätigkeit als Schnittassistent. 1932 wechselte er zur Kamera, wo man ihn anfänglich als Assistenten, bald darauf aber auch als einfachen Kameramann einsetzte. Seit 1935 arbeitete er als Chefkameramann. Bis zum Ende des folgenden Jahrzehnts wirkte Izzarelli auch in Spanien und in Portugal; später verriet er keinerlei künstlerische Ambitionen mehr bei der Fotografie vieler bunter Abenteuerfilme, deren Ziel, reine Unterhaltung zu bieten, er durch handwerkliches Können unterstützte. Unter diesen Filmen waren auch vier Teile der Serie um Kommissar X. Izzarelli war der Stammkameramann von Gianfranco Parolini, für den er 15 Filme fotografierte. Seinen letzten Film machte er 1971.

## Filmografie (Auswahl)
- 1940: Alkazar (L'assedio dell'Alcazar)
- 1941: El Crucero Baleares
- 1944: El sobrino de Don Buffalo Bill
- 1947: Fado, História d’uma Cantadeira
- 1954: Begegnung in Rom (Una parigina a Roma)
- 1958: Sangue Toureiro
- 1961: Herkules im Netz der Cleopatra (Sansone)
- 1961: Unter der Flagge der Freibeuter (Los bucaneros del Caribe)
- 1962: Der Kampf der Makkabäer (Il vecchio testamento)
- 1962: Samson, Befreier der Versklavten (La furia die Ercole)
- 1965: Johnny West und die verwegenen 3 (Johnny West il mancino)
- 1966: Kommissar X – Jagd auf Unbekannt
- 1966: Kommissar X – In den Klauen des goldenen Drachen
- 1967: Die drei Supermänner räumen auf (I fantastici tre supermen)
- 1968: Kommissar X – Drei blaue Panther
- 1969: Kommissar X – Drei goldene Schlangen
- 1971: Kommissar X jagt die roten Tiger